# Покровський храм (Писарівка)
Свято-Покровський храм — храм у селі Писарівка. Належить Харківській парафії Української православної церкви Московського патріархату.

## Історія
У відомостях від 21 жовтня 1812 року вже згадується про Свято-Покровський храм у Писарівці. У 1995 році згорів колишній дерев'яний храм. З 1998 по 2001 рік на цьому ж місці будувався новий цегляний храм. 22 листопада 2001 році він був освячений.